# Singsittiche

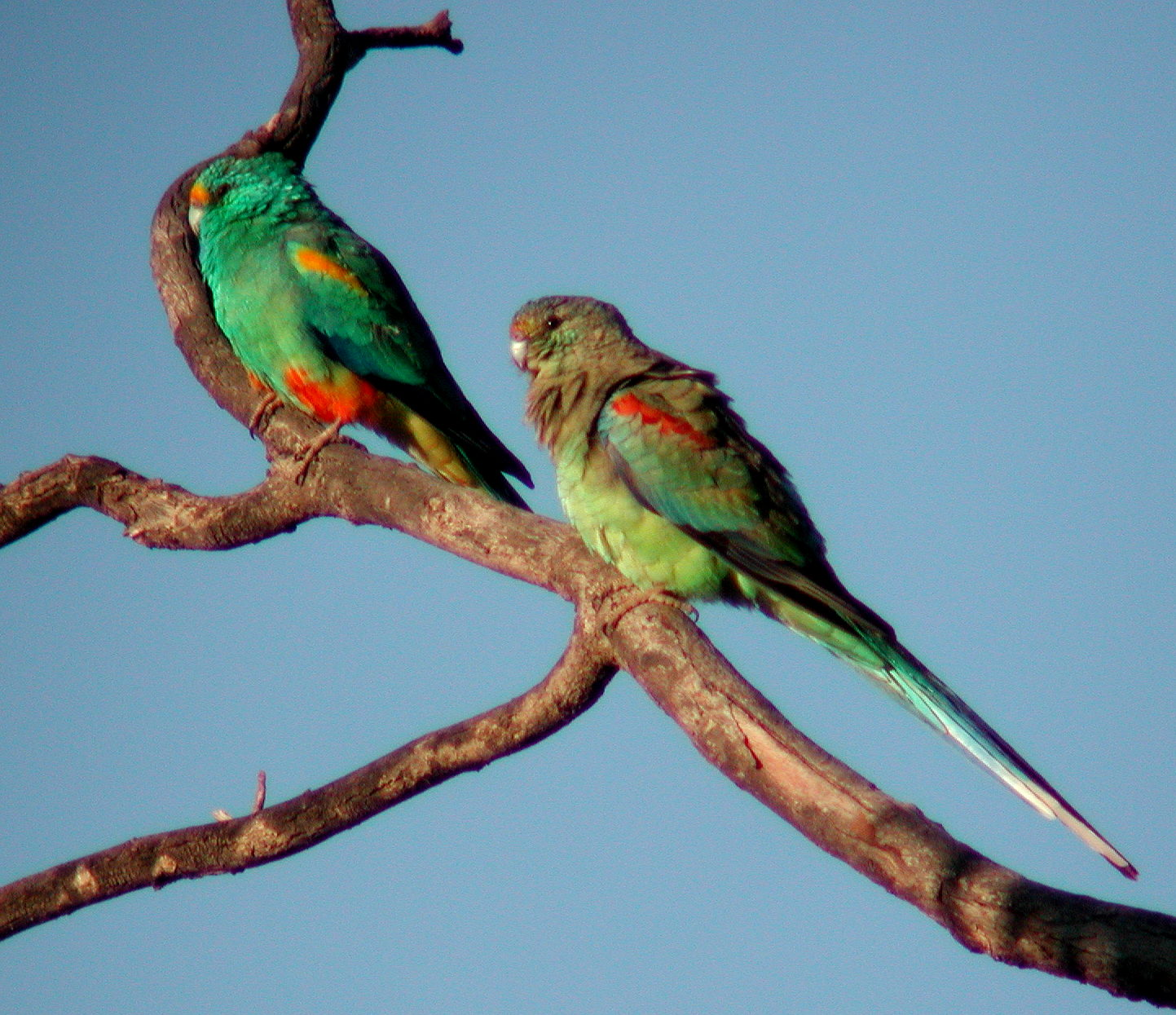
Ein Paar Vielfarbensittiche, links das Männchen

Singsittiche sind eine Gattung der Plattschweifsittiche. Alle Arten dieser Gattung kommen ausschließlich in Australien vor. Sie werden von einigen Taxonomen als Bindeglied zwischen den Plattschweifsittichen im engeren Sinne und dem Blutbauchsittich eingeordnet.

## Erscheinungsbild
Die Arten der Gattung der Singsittiche sind mittelgroße Papageien, die sich durch eine einheitliche Rückenfärbung sowie lange und stufige Schwänze auszeichnen. Die Körpergröße der Papageien beträgt zwischen 26 und 30 Zentimetern. Die Schnäbel sind klein. Alle Arten weisen einen Geschlechtsdimorphismus auf. Charakteristisch für alle Arten ist, dass die Wangenflecken gegenüber dem übrigen Kopfgefieder nicht stark abgegrenzt sind.
Die Gattung wird in zwei Untergattungen aufgeteilt. Die Untergattung Psephotus umfasst den Singsittich und den Vielfarbensittich. Beide Arten zeichnen sich durch eine grüne Körperoberseite des Männchens aus. Beiden Arten ist gemeinsam, dass sie gegenseitige Gefiederpflege betreiben. Ihr Balzverhalten erinnert an das der Plattschweifsittiche. Der Geschlechtsdimorphismus ist bei beiden Arten sehr ausgeprägt und auch schon bei Jungvögeln deutlich zu erkennen.
Die Untergattung Psephotellus, die 1913 erstmals durch Gregory Mathews beschrieben wurde, umfasst den Goldschultersittich, den Hoodedsittich und den seit 1927 ausgestorbenen Paradiessittich. Allen Arten ist gemeinsam, dass das Männchen auf der Körperoberseite braune Farbpartien sowie einen gelben oder roten Schulterfleck hat. Eine gegenseitige Gefiederpflege kommt bei den beiden rezenten Arten nicht vor. Ihrem Balzverhalten fehlt das Hin- und Herschwenken der gefächerten Steuerfedern, wie sie die Arten der Untergattung Psephotus zeigen und die auch bei den Plattschweifsittichen auftreten. Goldschulter- und Hoodedsittich weisen einen ausgeprägten Geschlechtsdimorphismus auf. Die Weibchen der beiden Arten gleichen sich sehr, so dass sie bei Feldbeobachtungen kaum auseinanderzuhalten sind. Sie haben ein grünes Federkleid und eine bräunlich verwaschene Stirn sowie einen bronzegrünen Scheitel und Hinterkopf. Beim ausgestorbenen Paradiessittich waren diese Geschlechtsunterschiede weniger stark ausgeprägt. Das Weibchen wies Gefiedermerkmale auf wie einen dunklen Scheitel und einen roten Schulterfleck, der auch für den männlichen Vogel charakteristisch war. Die Jungvögel der Untergattung Psephotellus gleichen den Weibchen. Ein Geschlechtsunterschied kann bei ihnen nicht anhand des Federkleides festgestellt werden.

## Verbreitung und Bestand
Die Vertreter der Singsittiche kommen ausschließlich in Australien vor. Der Singsittich ist im Südosten Australiens beheimatet und bewohnt bevorzugt das Landesinnere. Das sehr große Verbreitungsgebiet des Vielfarbensittichs erstreckt sich über Zentral- und Südwest-Australien. Der Goldschultersittich und der Hoodedsittich haben dagegen jeweils nur sehr kleine Verbreitungsgebiete im Norden Australiens. Beide Vögel sind Papageienarten der Tropen und haben im Verlauf des 20. Jahrhunderts große Teile ihres Verbreitungsgebietes eingebüßt. Vom Goldschultersittich kommen in freier Wildbahn nur noch 1.600 Brutpaare in zwei voneinander isolierten Brutarealen vor. Die Art gilt daher als bedroht. Ähnlich wie der Goldschultersittich wird auch der Hoodedsittich im Anhang I der CITES-Vereinbarung geführt. Sein Verbreitungsgebiet ist im Verlauf des 20. Jahrhunderts stetig zurückgegangen. Das Vorkommen ist vielerorts nur noch lückenhaft, so dass ein genetischer Austausch zwischen den einzelnen Brutpopulationen nicht mehr stattfindet.
Der Paradiessittich gilt als ausgestorben. Die letzte bestätigte Sichtung dieser Vogelart erfolgte am 14. September 1927. Paradiessittiche waren ungewöhnlich buntgefiederte Sittiche, die im Grasland an der Grenze zwischen Queensland und New South Wales in Australien verbreitet waren. Innerhalb seines kleinen Verbreitungsgebietes war er früher ziemlich häufig. Über die Ursachen seines plötzlichen Populationsrückgangs besteht keine letztendliche Klarheit. Sie wird aber auf Überweidung, Landrodungen, Bejagung durch Vogelfänger sowie auf einen höheren Jagddruck durch eingeführte Höhere Säugetiere wie beispielsweise Katzen zurückgeführt. Gegen Ende des 19. Jahrhunderts galt der Paradiessittich bereits als sehr seltener Vogel und galt bereits im Jahre 1915 als ausgestorben. Bei einer gezielten Suche nach Individuen dieser Art konnten jedoch noch einige Vögel beobachtet werden.

## Arten
Als Arten werden zu den Singsittichen gerechnet:
- Goldschultersittich (Psephotus chrysopterygius)
- Schwarzgesichtsittich (Psephotus dissimilis)
- Singsittich (Psephotus haematonotus)
- Paradiessittich (Psephotus pulcherrimus) – ausgestorben
- Vielfarbensittich (Psephotus varius)